# Football Club Santos Tartu
Maillots
Le FC Santos Tartu est un club estonien de football. En 2013-2014 il atteint la finale de la Coupe d'Estonie. De ce fait, il jouera la  Ligue Europa 2014-2015 tout en évoluant en D3 estonienne.

## Bilan sportif

### Palmarès
- Coupe d'Estonie de football
  - Finaliste : 2014
- Supercoupe d'Estonie de football
  - Finaliste : 2015

### Bilan européen
Note : dans les résultats ci-dessous, le score du club est toujours donné en premier.
| Saison    | Compétition  | Tour           | Club      | Domicile | Extérieur | Total  |
| --------- | ------------ | -------------- | --------- | -------- | --------- | ------ |
| 2014-2015 | Ligue Europa | Premier tour Q | Tromsø IL | 0 - 7    | 1 - 6     | 1 - 13 |

Légende
- Victoire ou qualification pour le tour suivant
- Match nul
- Défaite ou élimination de la compétition